# Pablo Larios
Pablo Larios Iwasaki (* 31. Juli 1960 in Zacatepec, Morelos; † 31. Januar 2019 in Heroica Puebla de Zaragoza) war ein mexikanischer Fußballtorwart.

## Biografie

### Verein
Larios, Sohn einer Japanerin und eines Spaniers, begann seine Profikarriere 1980/81 in Diensten des CD Zacatepec, bei dem er zumindest bis zu dessen Abstieg aus der Primera División am Saisonende 1982/83 unter Vertrag stand. Über seine Vereinszugehörigkeit in der Saison 1983/84 liegen keine Informationen vor. Von 1984/85 bis 1988/89 stand er bei Cruz Azul unter Vertrag, bevor er die nächsten fünf Jahre (1989 bis 1994) beim Puebla FC verbrachte und anschließend zu den Toros Neza ging, bei denen er seine aktive Karriere in der Saison 1998/99 beendete.

### Nationalmannschaft
Zwischen 1983 und 1991 kam Larios insgesamt 48 Mal für die mexikanische Fußballnationalmannschaft zum Einsatz. Sein Länderspieldebüt gab er in einem Freundschaftsspiel am 15. März 1983 gegen Costa Rica (1:0), sein letztes Länderspiel absolvierte er am 5. Juli 1991 beim Halbfinale um den CONCACAF Gold Cup 1991 gegen die USA (0:2).
Pablo Larios bestritt alle fünf Länderspiele, die die Mexikaner bei der im eigenen Land ausgetragenen WM 1986 absolvierten, in voller Länge. Nach einem Gegentor des Paraguayers Julio Romero in der 85. Minute des zweiten Vorrundenspiels zum 1:1-Endstand blieb Larios in den folgenden Spielen 305 Minuten ohne Gegentor und übertraf somit den bisherigen internen Rekord der Mexikaner, den Ignacio Calderón bei der ersten in Mexiko ausgetragenen WM 1970 aufgestellt hatte, als er vom Start weg 295 Minuten ohne Gegentor blieb. Larios musste sich erst im Elfmeterschießen gegen Deutschland wieder geschlagen geben, das Mexiko mit demselben Ergebnis (1:4) verlor wie 16 Jahre vorher ebenfalls das Viertelfinale gegen Italien; damals allerdings noch in der regulären Spielzeit.

### Tod seines Sohnes
Anfang September 2008 kam sein Sohn Pablo Larios Garza im Alter von nur 19 Jahren bei dem Versuch ums Leben, den Grenzfluss Río Grande unweit der Grenzstädte McAllen (Texas) und Reynosa (Tamaulipas) zu überqueren. Er wollte seine in den USA lebende Freundin besuchen, hatte aber sein Visum verloren und wollte daher illegal einreisen. Sein lebloser Körper wurde in unmittelbarer Nähe des texanischen Dorfes El Granjen gefunden.

## Erfolge
- Mexikanischer Meister: 1989/90